# 답면제동
답면제동(踏面制動)은 철도차량의 차륜의 레일과 접하는 면(답면)에 마찰재를 눌러붙여 제동하는 제동방식이다.
초기의 철도차량부터 사용된 제동방식으로, 목제, 주철제, 레진제등의 제륜자(制輪子, 브레이크 슈)를 인력, 공기압 등으로 답면에 눌러 붙인다.
답면의 더러움이나 이물질 등을 제거하면서 최대 점착력을 향상시킬 수 있는 이점이 있다. 또, 제동력 이외의 이점으로서 답면의 얼룩이 적기 때문에 궤도회로에 미치는 악영향이 적다. 반면, 차륜과 레일 사이의 점착력 이상의 제동력은 낼 수 없으며, 마찰에 의해 답면이 마모되어 차륜의 수명이 짧아지는 등의 결점이 있다.
이 방식은 견인 전동기를 설치하여 제동 디스크를 장착할 수 없는 구조에서 흔히 쓰이고 있다. 디스크제동이나 레일제동, 전기제동 등, 답면제동의 결점을 개선한 제동방식이 개발되어 있다. 현재로서는 KTX-산천과 일부 KTX에 적용되어 있다.